# Marcel Bezençon-díj
A Marcel Bezençon-díj 2002-ben jött létre azzal a céllal, hogy kiválasszák az Eurovíziós Dalfesztivál legjobb dalait. A díjat a svéd Christer Björkman (az 1992-es Eurovíziós Dalfesztivál svéd indulója, később a svéd delegáció vezetője) és Richard Herrey (az 1984-es győztes Herreys trió tagja) alapította. A díj a nevét Marcel Bezençonról, az Eurovíziós Dalfesztivál megalkotójáról kapta. 
A díjakat 3 kategóriában osztják ki:
- Sajtódíj: a legjobb dal az akkreditált újságírók döntése alapján;
- Művészeti Díj: a legjobb előadó díja. 2002 és 2009 között a dalfesztivál korábbi győztesei szavazták meg, azóta pedig a kommentátorok;
- Zeneszerzői Díj: az adott évi dalszerzők ítélik oda a legjobb, legeredetibb dal szerzőjének.

+ Rajongói Díj: Az Eurovíziós Dalfesztivál rajongói választották meg a legjobb dalt (2002-2004). 
2008-ban egy rendkívüli díj kiosztására került sor, ez volt a Poplight Fan Award: egy svéd honlapon (poplight.se) választották meg a rajongók a kedvenc debütáló előadójukat (a 25 év alattiak közül).
2010-től a Művészeti Díj kategóriában az egyes országok kommentátorai szavaznak. Korábban, 2002 és 2009 között az Eurovízió győztesei választották ki a kategória nyertesét, de nehéz volt a győztesekkel tartani a kapcsolatot, és többen közülük nem is követik a versenyt. Azért döntöttek úgy, hogy 2010-től a kommentátorok szavaznak ebben a kategóriában, mert ők rendszeresen nyomon követik a próbákat, sajtótájékoztatókat is.
A díjakat nem élő adásban adják át, hanem a dalfesztivál hivatalos afterparty-ján.

## Győztesek

### Sajtódíj
| Év   | Ország                | Előadó                            | Dal                           | Eurovíziós eredmény | Eurovíziós eredmény |
| Év   | Ország                | Előadó                            | Dal                           | Helyezés            | Pontszám            |
| ---- | --------------------- | --------------------------------- | ----------------------------- | ------------------- | ------------------- |
| 2002 | Franciaország         | Sandrine François                 | Il faut du temps              | 5.                  | 104                 |
| 2003 | Törökország           | Sertab Erener                     | Everyway That I Can           | 1.                  | 167                 |
| 2004 | Szerbia és Montenegró | Željko Joksimović                 | Lane moje                     | 2.                  | 263                 |
| 2005 | Málta                 | Chiara                            | Angel                         | 2.                  | 192                 |
| 2006 | Finnország            | Lordi                             | Hard Rock Hallelujah          | 1.                  | 292                 |
| 2007 | Ukrajna               | Verka Serduchka                   | Dancing Lasha Tumbai          | 2.                  | 235                 |
| 2008 | Portugália            | Vânia Fernandes                   | Senhora do mar (Negras águas) | 13.                 | 69                  |
| 2009 | Norvégia              | Alexander Rybak                   | Fairytale                     | 1.                  | 387                 |
| 2010 | Izrael                | Harel Skaat                       | Milim                         | 14.                 | 71                  |
| 2011 | Finnország            | Paradise Oskar                    | Da da dam                     | 21.                 | 57                  |
| 2012 | Azerbajdzsán          | Sabina Babayeva                   | When the Music Dies           | 4.                  | 150                 |
| 2013 | Grúzia                | Nodi Tatishvili és Sopho Gelovani | Waterfall                     | 15.                 | 50                  |
| 2014 | Ausztria              | Conchita Wurst                    | Rise Like a Phoenix           | 1.                  | 290                 |
| 2015 | Olaszország           | Il Volo                           | Grande amore                  | 3.                  | 292                 |
| 2016 | Oroszország           | Sergey Lazarev                    | You Are the Only One          | 3.                  | 491                 |
| 2017 | Olaszország           | Francesco Gabbani                 | Occidentali’s Karma           | 6.                  | 334                 |
| 2018 | Franciaország         | Madame Monsieur                   | Mercy                         | 13.                 | 173                 |
| 2019 | Hollandia             | Duncan Laurence                   | Arcade                        | 1.                  | 492                 |
| 2021 | Franciaország         | Barbara Pravi                     | Voilà                         | 2.                  | 499                 |
| 2022 | Egyesült Királyság    | Sam Ryder                         | Space Man                     | 2.                  | 466                 |
| 2023 | Svédország            | Loreen                            | Tattoo                        | 1.                  | 583                 |
| 2024 | Horvátország          | Baby Lasagna                      | Rim Tim Tagi Dim              | 2.                  | 547                 |
| 2025 | Franciaország         | Louane                            | Maman                         | 7.                  | 230                 |

### Művészeti Díj
| Év   | Ország        | Előadó             | Dal                      | Eurovíziós eredmény | Eurovíziós eredmény |
| Év   | Ország        | Előadó             | Dal                      | Helyezés            | Pontszám            |
| ---- | ------------- | ------------------ | ------------------------ | ------------------- | ------------------- |
| 2002 | Svédország    | Afro-dite          | Never Let It Go          | 8.                  | 72                  |
| 2003 | Hollandia     | Esther Hart        | One More Night           | 13.                 | 45                  |
| 2004 | Ukrajna       | Ruslana            | Wild Dances              | 1.                  | 280                 |
| 2005 | Görögország   | Helena Paparizou   | My Number One            | 1.                  | 230                 |
| 2006 | Svédország    | Carola             | Invincible               | 5.                  | 170                 |
| 2007 | Szerbia       | Marija Šerifović   | Molitva                  | 1.                  | 268                 |
| 2008 | Ukrajna       | Ani Lorak          | Shady Lady               | 2.                  | 230                 |
| 2009 | Franciaország | Patricia Kaas      | Et s'il fallait le faire | 8.                  | 107                 |
| 2010 | Izrael        | Harel Skaat        | Milim                    | 14.                 | 71                  |
| 2011 | Írország      | Jedward            | Lipstick                 | 8.                  | 119                 |
| 2012 | Svédország    | Loreen             | Euphoria                 | 1.                  | 372                 |
| 2013 | Azerbajdzsán  | Farid Mammadov     | Hold Me                  | 2.                  | 234                 |
| 2014 | Hollandia     | The Common Linnets | Calm After the Storm     | 2.                  | 238                 |
| 2015 | Svédország    | Måns Zelmerlöw     | Heroes                   | 1.                  | 365                 |
| 2016 | Ukrajna       | Jamala             | 1944                     | 1.                  | 534                 |
| 2017 | Portugália    | Salvador Sobral    | Amar pelos dois          | 1.                  | 758                 |
| 2018 | Ciprus        | Eleni Foureira     | Fuego                    | 2.                  | 436                 |
| 2019 | Ausztrália    | Kate Miller-Heidke | Zero Gravity             | 9.                  | 285                 |
| 2021 | Franciaország | Barbara Pravi      | Voilà                    | 2.                  | 499                 |
| 2022 | Szerbia       | Konstrakta         | In corpore sano          | 5.                  | 312                 |
| 2023 | Svédország    | Loreen             | Tattoo                   | 1.                  | 583                 |
| 2024 | Svájc         | Nemo               | The Code                 | 1.                  | 591                 |
| 2025 | Franciaország | Louane             | Maman                    | 7.                  | 230                 |

### Zeneszerzői Díj
| Év   | Ország                | Előadó                    | Dal                   | Zeneszerző(k) (zene / szöveg)                                         | Eurovíziós eredmény | Eurovíziós eredmény |
| Év   | Ország                | Előadó                    | Dal                   | Zeneszerző(k) (zene / szöveg)                                         | Helyezés            | Pontszám            |
| ---- | --------------------- | ------------------------- | --------------------- | --------------------------------------------------------------------- | ------------------- | ------------------- |
| 2004 | Ciprus                | Lisa Andreas              | Stronger Every Minute | Mike Konnaris                                                         | 5.                  | 170                 |
| 2005 | Szerbia és Montenegró | No Name                   | Zauvijek moja         | Milan Perić / Slaven Knezović                                         | 7.                  | 137                 |
| 2006 | Bosznia-Hercegovina   | Hari Mata Hari            | Lejla                 | Željko Joksimović / Fahrudin Pecikoza, Dejan Ivanović                 | 3.                  | 229                 |
| 2007 | Magyarország          | Rúzsa Magdi               | Unsubstantial Blues   | Rúzsa Magdi / Mózsik Imre                                             | 9.                  | 128                 |
| 2008 | Románia               | Nico és Vlad              | Pe-o margine de lume  | Andrei Tudor / Andreea Andrei, Adina Şuteu                            | 20.                 | 45                  |
| 2009 | Bosznia-Hercegovina   | Regina                    | Bistra voda           | Aleksandar Čović                                                      | 9.                  | 106                 |
| 2010 | Izrael                | Harel Skaat               | Milim                 | Tomer Hadadi / Noam Horev                                             | 14.                 | 71                  |
| 2011 | Franciaország         | Amaury Vassili            | Sognu                 | Daniel Moyne, Quentin Bachelet / Jean-Pierre Marcellesi, Julie Miller | 15.                 | 82                  |
| 2012 | Svédország            | Loreen                    | Euphoria              | Thomas G:son, Peter Boström                                           | 1.                  | 372                 |
| 2013 | Svédország            | Robin Stjernberg          | You                   | Robin Stjernberg, Linnea Deb, Joy Deb, Joakim Harestad Haukaas        | 14.                 | 62                  |
| 2014 | Hollandia             | The Common Linnets        | Calm After the Storm  | Ilse DeLange, JB Meijers, Rob Crosby, Matthew Crosby, Jake Etheridge  | 2.                  | 238                 |
| 2015 | Norvégia              | Mørland & Debrah Scarlett | A Monster Like Me     | Kjetil Mørland                                                        | 8.                  | 102                 |
| 2016 | Ausztrália            | Dami Im                   | Sound of Silence      | Anthony Egizii, David Musumeci                                        | 2.                  | 511                 |
| 2017 | Portugália            | Salvador Sobral           | Amar pelos dois       | Luísa Sobral                                                          | 1.                  | 758                 |
| 2018 | Bulgária              | Equinox                   | Bones                 | Borislav Milanov Trey Campbell, Joacim Persson, Dag Lundberg          | 14.                 | 166                 |
| 2019 | Olaszország           | Mahmood                   | Soldi                 | Charlie Charles Dario "Dardust" Faini, Alessandro Mahmoud             | 2.                  | 465                 |
| 2021 | Svájc                 | Gjon’s Tears              | Tout l’univers        | Gjon Muharremaj, Xavier Michel, Wouter Hardy, Nina Sampermans         | 3.                  | 432                 |
| 2022 | Svédország            | Cornelia Jakobs           | Hold Me Closer        | Cornelia Jakobsdotter, David Zandén, Isa Molin                        | 3.                  | 438                 |
| 2023 | Olaszország           | Marco Mengoni             | Due vite              | Davide Petrella, Davide Simonetta, Marco Mengoni                      | 4.                  | 350                 |
| 2024 | Svájc                 | Nemo                      | The Code              | Benjamin Alasu Linda Dale Nemo Mettler Lasse Nymann                   | 1.                  | 591                 |
| 2025 | Svájc                 | Zoë Më                    | Voyage                | Emily Middlemas Tom Oehler Zoë Kressler                               | 10.                 | 214                 |

### Rajongói Díj
A rajongói díjat csak 2002-ben és 2003-ban osztották ki. A szavazáson az Eurovízió hivatalos rajongói klubjának, az OGAE-nek a tagjai voksoltak. 2004-ben a kategóriát megszüntették és a Zeneszerzői Díjat adják helyette. 2008-ban a rajongók kedvence a Poplight Fan Award-ot kapta meg.
| Év   | Ország        | Előadó            | Dal               | Eurovíziós eredmény | Eurovíziós eredmény |
| Év   | Ország        | Előadó            | Dal               | Helyezés            | Pontszám            |
| ---- | ------------- | ----------------- | ----------------- | ------------------- | ------------------- |
| 2002 | Finnország    | Laura Voutilainen | „Addicted to You” | 20.                 | 24                  |
| 2003 | Spanyolország | Beth              | „Dime”            | 8.                  | 81                  |
| 2008 | Örményország  | Sirusho           | „Qele qele”       | 4.                  | 199                 |

## AMelodifestivalendíjai
2005 óta a svéd köztelevízió, az SVT – a Marcel Bezençon-díj mintájára, ugyanazokban a kategóriákban – díjakkal jutalmazza a svéd nemzeti döntő résztvevőit.

### Sajtódíj
| Év   | Előadó             | Dal                | Eredmény | Eredmény |
| Év   | Előadó             | Dal                | Helyezés | Pontszám |
| ---- | ------------------ | ------------------ | -------- | -------- |
| 2005 | Shirley Clamp      | „Att älska dig”    | 4.       | 130      |
| 2006 | BWO                | „Temple of Love”   | 2.       | 202      |
| 2007 | Sonja Aldén        | „För att du finns” | 6.       | 62       |
| 2008 | Sanna Nielsen      | „Empty Room”       | 2.       | 206      |
| 2009 | Caroline af Ugglas | „Snälla snälla”    | 2.       | 171      |
| 2010 | Anna Bergendahl    | „This Is My Life”  | 1.       | 214      |
| 2011 | Eric Saade         | „Popular”          | 1.       | 193      |
| 2012 | Loreen             | „Euphoria”         | 1.       | 268      |
| 2013 | YOHIO              | „Heartbreak Hotel” | 2.       | 133      |
| 2014 | Sanna Nielsen      | „Undo”             | 1.       | 212      |
| 2015 | Måns Zelmerlöw     | „Heroes”           | 1.       | 288      |

### Művészeti Díj
| Év   | Előadó           | Dal                   | Eredmény | Eredmény |
| Év   | Előadó           | Dal                   | Helyezés | Pontszám |
| ---- | ---------------- | --------------------- | -------- | -------- |
| 2005 | Nanne Grönvall   | „Håll om mig”         | 2.       | 209      |
| 2006 | Carola           | „Evighet”             | 1.       | 234      |
| 2007 | Sonja Aldén      | „För att du finns”    | 6.       | 62       |
| 2008 | BWO              | „Lay Your Love on Me” | 3.       | 158      |
| 2009 | Sarah Dawn Finer | „Moving On”           | 6.       | 87       |
| 2010 | Eric Saade       | „Manboy”              | 3.       | 155      |
| 2011 | Danny Saucedo    | „In the Club”         | 2.       | 149      |
| 2012 | Loreen           | „Euphoria”            | 1.       | 268      |
| 2013 | YOHIO            | „Heartbreak Hotel”    | 2.       | 133      |
| 2014 | Ace Wilder       | „Busy Doin' Nothin”   | 2.       | 210      |
| 2015 | Isa Tengblad     | „Don't Stop”          | 7.       | 56       |

### Zeneszerzői Díj
| Év   | Előadó              | Dal                        | Zeneszerző(k)                                                            | Eredmény | Eredmény |
| Év   | Előadó              | Dal                        | Zeneszerző(k)                                                            | Helyezés | Pontszám |
| ---- | ------------------- | -------------------------- | ------------------------------------------------------------------------ | -------- | -------- |
| 2005 | Caroline Wennergren | „A Different Kind of Love” | Joacim Dubbelman, Martin Landh, Sam McCarthy                             | 5.       | 116      |
| 2006 | Andreas Johnson     | „Sing For Me”              | Andreas Johnson, Peter Kvint                                             | 3.       | 200      |
| 2007 | Sarah Dawn Finer    | „I Remember Love”          | Peter Hallström, Sarah Dawn Finer                                        | 4.       | 122      |
| 2008 | Sanna Nielsen       | „Empty Room”               | Bobby Ljunggren, Aleena Gibson                                           | 2.       | 206      |
| 2009 | Emilia              | „You're My World”          | Emilia Rydberg, Figge Boström                                            | 9.       | 28       |
| 2010 | Salem Al Fakir      | „Keep on Walking”          | Salem Al Fakir                                                           | 2.       | 183      |
| 2011 | Nicke Borg          | „Leaving Home”             | Jojo Borg Larsson, Nicke Borg, Fredrik Thomander, Anders "Gary" Wikström | 8.       | 57       |
| 2012 | Lisa Miskovsky      | „Why Start a Fire”         | Lisa Miskovsky, Aleksander With, Bernt Rune Stray, Berent Philip Moe     | 9.       | 39       |
| 2013 | Robin Stjernberg    | „You”                      | Robin Stjernberg, Linnea Deb, Joy Deb, Joakim Harestad Haukaas           | 1.       | 166      |
| 2014 | Sanna Nielsen       | „Undo”                     | Fredrik Kempe, David Kreuger, Hamed "K-One" Pirouzpanah                  | 1.       | 212      |
| 2015 | Mariette Hansson    | „Don't Stop Believing”     | Miss Li, Sonny Gustafsson                                                | 3.       | 102      |

### Rajongói Díj
A 2008-as Eurovíziós Dalfesztivál Rajongói Díjához hasonlóan a 2008-as Melodifestivalen döntősei közül is kiválasztották a rajongók a kedvenc dalukat.
| Év   | Előadó      | Dal         | Eredmény | Eredmény |
| Év   | Előadó      | Dal         | Helyezés | Pontszám |
| ---- | ----------- | ----------- | -------- | -------- |
| 2008 | Amy Diamond | „Thank You” | 8.       | 36       |

## Fordítás
Ez a szócikk részben vagy egészben  a   Marcel Bezençon Awards című angol Wikipédia-szócikk fordításán alapul.  Az eredeti cikk szerkesztőit annak laptörténete sorolja fel. Ez a jelzés csupán a megfogalmazás eredetét és a szerzői jogokat jelzi, nem szolgál a cikkben szereplő információk forrásmegjelöléseként.